# Дом «У Троицкого»
Дом «У Троицкого» — жилой дом в центре Минска. Расположен на набережной реки Свислочь по соседству с Троицким предместьем. Неофициальное, но широко распространённое название — «Дом Чижа» — по фамилии владельца компании застройщика Юрия Чижа.

## Общая информация
Проект здания был сделан за 3 месяца. Строительство было начато в 2009 году. Дом сдавался частями вплоть до 2013 года. На момент окончания строительства дом «У Троицкого» вошел в пятерку самых высоких зданий Минска.
Дом был неоднозначно принят общественностью ввиду своего большого размера и архитектурных особенностей.